# Marnes Grand Prix

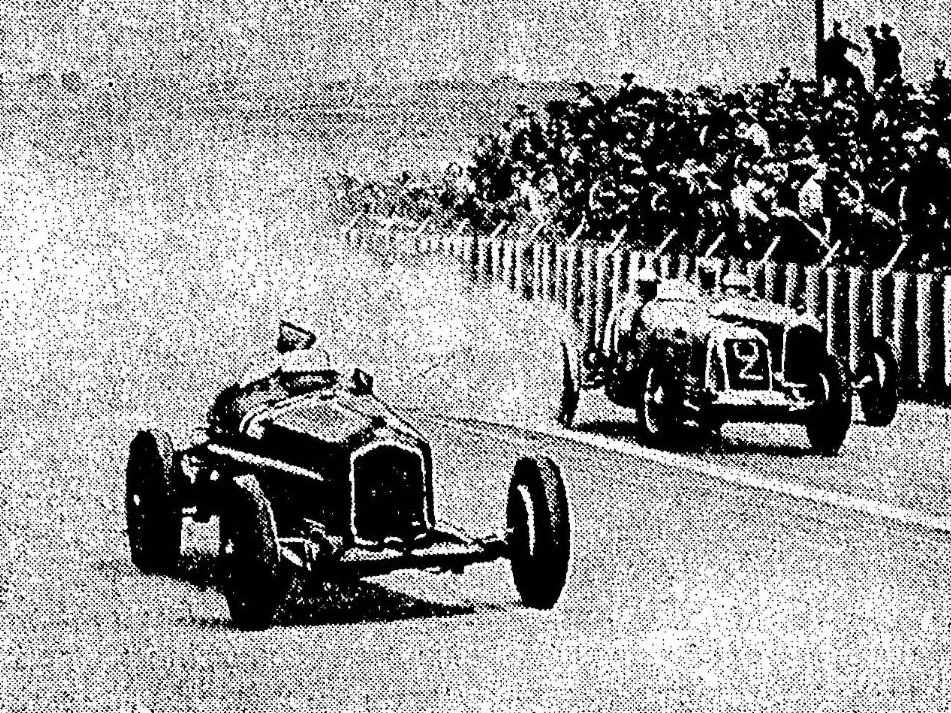
Louis Chiron 1935.

Marnes Grand Prix var en biltävling som kördes på racerbanan Circuit de Reims-Gueux i det franska departementet Marne mellan 1925 och 1969.

## Historia
Under mellankrigstiden hölls tävlingar på Reims-Gueux med Grand Prix-bilar. 1932 hölls Frankrikes Grand Prix på banan för första gången. Efter andra världskriget kördes Frankrikes Grand Prix omväxlande på Reims-Gueux och Circuit de Rouen-les-Essarts fram till 1966.

## Vinnare av Marnes Grand Prix
| År             | Förare                           | Bil                    | Kategori       |
| -------------- | -------------------------------- | ---------------------- | -------------- |
| 1925           | P. Clause                        | Bignan                 | Grand Prix     |
| 1926           | François Lescot                  | Bugatti Type 35        | Grand Prix     |
| 1927           | Philippe Étancelin               | Bugatti Type 35        | Grand Prix     |
| 1928           | Louis Chiron                     | Bugatti Type 35        | Grand Prix     |
| 1929           | Philippe Étancelin               | Bugatti Type 35        | Grand Prix     |
| 1930           | René Dreyfus                     | Bugatti Type 35        | Grand Prix     |
| 1931           | Marcel Lehoux                    | Bugatti Type 51        | Grand Prix     |
| 1932 *         | Tazio Nuvolari                   | Alfa Romeo P3          | Grand Prix     |
| 1933           | Philippe Étancelin               | Alfa Romeo P3          | Grand Prix     |
| 1934           | Louis Chiron                     | Alfa Romeo P3          | Grand Prix     |
| 1935           | René Dreyfus                     | Alfa Romeo P3          | Grand Prix     |
| 1936           | Jean-Pierre Wimille              | Bugatti Type 57G       | Sportvagn      |
| 1937           | Jean-Pierre Wimille              | Bugatti                | Sportvagn      |
| 1938           | Manfred von Brauchitsch          | Mercedes-Benz W154     | Grand Prix     |
| 1939           | Hermann Paul Müller              | Auto Union Typ D       | Grand Prix     |
| 1940 till 1946 | Inga tävlingar                   | Inga tävlingar         | Inga tävlingar |
| 1947           | Christian Kautz                  | Maserati 4CL           | Grand Prix     |
| 1948           | Jean-Pierre Wimille              | Alfa Romeo 158 Alfetta | Grand Prix     |
| 1949           | Louis Chiron                     | Talbot-Lago T26C       | Grand Prix     |
| 1950 *         | Juan Manuel Fangio               | Alfa Romeo 158 Alfetta | Formel 1       |
| 1951 *         | Juan Manuel Fangio Luigi Fagioli | Alfa Romeo 159 Alfetta | Formel 1       |
| 1952           | Stirling Moss                    | Jaguar                 | Formel 2       |
| 1953 *         | Mike Hawthorn                    | Ferrari 500 F2         | Formel 2       |
| 1954 *         | Juan Manuel Fangio               | Mercedes-Benz W196     | Formel 1       |
| 1955           | Ingen tävling                    | Ingen tävling          | Ingen tävling  |
| 1956 *         | Peter Collins                    | Lancia-Ferrari D50     | Formel 1       |
| 1957           | Luigi Musso                      | Lancia-Ferrari D50     | Formel 1       |
| 1958 *         | Mike Hawthorn                    | Ferrari Dino 246 F1    | Formel 1       |
| 1959 *         | Tony Brooks                      | Ferrari Dino 246 F1    | Formel 1       |
| 1960 *         | Jack Brabham                     | Cooper T53 - Climax    | Formel 1       |
| 1961 *         | Giancarlo Baghetti               | Ferrari 156 F1         | Formel 1       |
| 1962           | Bruce McLaren                    | Cooper T60 - Climax    | Formel 1       |
| 1963 *         | Jim Clark                        | Lotus 25 - Climax      | Formel 1       |
| 1964           | Graham Hill Jo Bonnier           | Ferrari 250 LM         | Sportvagn      |
| 1965           | Pedro Rodríguez Jean Guichet     | Ferrari 365P2          | Sportvagn      |
| 1966 *         | Jack Brabham                     | Brabham BT19 - Repco   | Formel 1       |
| 1967           | Jochen Rindt                     | Brabham - Ford         | Formel 2       |
| 1968           | Jackie Stewart                   | Matra-Ford             | Formel 2       |
| 1969           | François Cevert                  | Tecno - Ford           | Formel 2       |

* Tävlingen gällde som Frankrikes Grand Prix.